# Gripopteryx cancellata
Gripopteryx cancellata är en bäcksländeart som först beskrevs av Pictet, F.J. 1841.  Gripopteryx cancellata ingår i släktet Gripopteryx och familjen Gripopterygidae. Inga underarter finns listade i Catalogue of Life.